# Kyle Flanagan

a Compétitions nationales et continentales officielles uniquement.

Kyle Flanagan , né le 15 septembre 1998 à Sydney (Australie), est un joueur de rugby à XIII australien évoluant au poste de demi de mêlée ou de demi d'ouverture dans les années 2010 et 2020.
Il fait ses premiers pas professionnels en National Rugby League en 2018 avec les Sharks de Cronulla-Sutherland alors entraînés par son père Shane Flanagan. En 2019, il intervient épisodiquement au poste de demi d'ouverture à Cronulla-Sutherland en remplacement de Shaun Johnson. Cette situation l'amène à quitter le club pour rejoindre les Sydney Roosters qui viennent de perdre leurs titulaires Cooper Cronk et Latrell Mitchell à la charnière. Il remporte ainsi le World Club Challenge 2020.

## Biographie
Son père, Shane Flanagan, est un ancien joueur de rugby à XIII qui a notamment évolué en New South Wales Rugby League dans les années 1980 et 1990 sous les couleurs des Western Suburbs et de Parramatta.
Il revêt le maillot de Cronulla-Sutherland dans les sections de moins de treize ans puis progresse dans les catégories junior. Il est le meilleur marqueur de points du National Youth Competition en 2017 (compétition des moins de vingt-ans) avec la section junior de Cronulla-Sutherland puis atteint avec Newton la finale de la New South Wales Cup en 2018. Il effectue à partir de 2018 ses premiers pas professionnels en National Rugby League avec Cronulla-Sutherland, mais bloqué par la charnière Shaun Johnson-Chad Townsend, il est libéré de son contrat par Cronulla pour rejoindre les Roosters qui cherchent un remplaçant à Cooper Cronk parti à la retraite pour la saison 2020.

## Palmarès
| Roosters (1)                              |
| ----------------------------------------- |
| - World Club Challenge - Vainqueur : 2020 |

### En club

#### Statistiques
| Saison | Club                          | Compétition           | Matchs | Points | Essais | Goals | Drops |
| ------ | ----------------------------- | --------------------- | ------ | ------ | ------ | ----- | ----- |
| 2018   | Cronulla-Sutherland Sharks    | National Rugby League | 1      | -      | -      | -     | -     |
| 2019   | Cronulla-Sutherland Sharks    | National Rugby League | 8      | 42     | 1      | 19    | -     |
| 2020   | Sydney Roosters               | National Rugby League | 20     | 198    | 4      | 91    | -     |
| 2020   | Sydney Roosters               | World Club Challenge  | 1      | 0      | 0      | 0     | 0     |
| 2021   | Canterbury-Bankstown Bulldogs | National Rugby League | 0      | -      | -      | -     | -     |